# Allen Collins
Larkin Allen Collins Jr.(Jacksonville, 19 juli 1952 – aldaar, 23 januari 1990) was een Amerikaans gitarist en liedschrijver, die vooral bekend is geworden als een van de oprichters van de band Lynyrd Skynyrd. Hij schreef veel van de liedjes van de band, samen met zanger Ronnie Van Zant. Verder had hij ook een eigen band genaamd The Allen Collins Band.

## Biografie

### Lynyrd Skynyrd
Allen Collins sloot zich aan bij Lynyrd Skynyrd, amper twee weken, nadat Ronnie Van Zant en Gary Rossington deze band hadden opgericht. In de zomer van 1964 vormden ze samen met Bob Burns en Larry Junstrom Lynyrd Skynyrd, gespecialiseerd in Southern rock. Allen Collins en Ronnie Van Zant schreven samen de meeste nummers voor deze band, waaronder "Free Bird", "Gimme Three Steps" en "That Smell". In 1973 verkreeg de band nationaal succes als openingsact voor The Who tijdens hun Quadropheniatour.
In 1975 trouwde Collins met Kathy. Samen kregen ze twee dochters. Bij de vliegtuigcrash die drie bandleden van Skynyrd het leven kostte, brak Collins twee nekwervels en liep zware verwondingen op aan zijn rechterarm. Even dreigde zijn arm zelfs geamputeerd te moeten worden, maar Collins’ vader weigerde de artsen hier toestemming voor te geven. Collins herstelde uiteindelijk volledig. Het ongeluk zorgde er echter wel voor dat Collins ging twijfelen aan zijn religie en verslaafd raakte aan drank en drugs.

### Rossington-Collins en de Allen Collins Band
Tijdens de vroege jaren 80 trad Collins op met The Rossington-Collins Band, die redelijk succesvol was. Ze brachten twee albums uit: Anytime, Anyplace, Anywhere en This Is the Way. Tevens maakten ze een paar singles, waaronder "Don't Misunderstand Me". In 1980 kreeg Collins een nieuwe klap te verwerken: zijn vrouw overleed plotseling aan de gevolgen van versterkte bloedingsneiging, terwijl ze zwanger was van hun derde kind. Nadien ging Collins nog meer drugs gebruiken om zijn verdriet te verwerken, begon concerten te missen en raakte vervreemd van zijn dochters. Hij stuurde ze op den duur naar zijn broer Leroy.
In 1982 viel Rossington-Collins uit elkaar, waarna Collins zijn eigen band begon: de Allen Collins Band. Deze band bracht slechts 1 album uit: Here, There & Back in 1983. De leden van deze band waren Billy Powell, Leon Wilkeson, Jimmy Dougherty, drummer Derek Hess en gitaristen Barry Lee Harwood en Randall Hall. In 1984 voegde gitarist Mike Owings zich bij de band, tot in 1985 Lynyrd Skynyrd weer bijeen kwam.

### Laatste jaren
In 1986 raakte Collins betrokken bij een zwaar auto-ongeluk, waarbij zijn nieuwe vriendin omkwam en hijzelf in zijn hele onderlichaam verlamd raakte. Hij kon vanaf toen ook zijn armen nog maar moeizaam bewegen. Dit betekende het einde van zijn carrière als gitarist.
In 1987 trad hij wel weer op met de nog levende leden van Lynyrd Skynyrd, maar enkel als muzikaal regisseur. Vanwege Collins’ toestand schonk de band een groot deel van de opbrengst van hun optredens aan het Miami Project ter genezing van verlamming. In 1988 begon Collins zelf met de Roll For Rock Wheelchair Events om mensen bewust te maken van de gevolgen van verlamming.
In augustus 1989 zou Collins Mike Owings' eerste opname bij Kingsnake Records produceren, maar hij werd met spoed opgenomen in het ziekenhuis vanwege een longontsteking. Op 23 januari 1990 stierf hij aan de gevolgen van deze longontsteking.
- Biblioteca Nacional de España: XX891747
- International Standard Name Identifier: 0000 0000 5949 6419
- Library of Congress Control Number: n94101619
- MusicBrainz: 3e8f2f3e-25d9-425e-9bd7-ee0b47bb1785
- Istituto Centrale per il Catalogo Unico: DDSV051444
- Virtual International Authority File: 50923761
- WorldCat: E39PBJyxjMJDtM4KM73WWfTvHC